# La mormântul lui Aron Pumnul
„La mormântul lui Aron Pumnul” este o poezie scrisă de către Mihai Eminescu în 1866 și semnată M. Eminoviciu, privatist. 
Este publicată pentru prima dată în broșura numită Lăcrămioarele învățăceilor gimnaziști, scoasă de elevii lui Aron Pumnul în ianuarie 1866, la moartea profesorului lor.